# Arthur Feldmann
Arthur Feldmann (* 14. Juli 1926 in Wien; † 23. Oktober 2012 in Paris) war ein deutschsprachiger Schriftsteller österreichisch-jüdischer Herkunft.
Er verfasste vor allem Aphorismen und Epigramme, aber auch surreale Kurzgeschichten.
Seit April 1939 lebte er im Exil:
bis 1947 als Aharon Shadmoni im heutigen Israel,
danach als André Chademony in Frankreich.

## Leben und Werk
Arthur Feldmann wurde 1926 als Sohn ostjüdischer Eltern in Wien geboren. Er besuchte die vorwiegend christliche Volksschule, dann das jüdische Chajes-Gymnasium.
In seinen Erinnerungen (im Nachlass) beschreibt Arthur Feldmann, wie er schon als Volksschüler unter dem grassierenden Antisemitismus litt. 1938 wurde die Ehe seiner Eltern für ungültig erklärt und er wurde amtlich unter dem Namen Arthur Israel Scherz, also unter dem Mädchennamen seiner Mutter geführt. Nach den Novemberpogromen bestand in Wien für Juden akute Lebensgefahr; im April 1939 konnte er endlich Österreich verlassen.
Unter dem Namen Aharon Shadmoni lebte er im heutigen Israel, zunächst im Kinder- und Jugenddorf Ben Shemen als Schüler von (u. a.) Ludwig Strauss und Yizhar Smilansky; 1944–1945 arbeitete er im Kibbuz Ginnegar, danach in einer Fabrik in Tel Aviv. Nebenbei besuchte er ein Abendgymnasium und legte 1947 sein Abitur ab (auf Englisch). Dem Namen „Shadmoni“ (שַׁדְמוֹנִי) liegt wohl das Wort „shedema“ (שְׁדֵמָה) zugrunde, das „Getreidefeld/Pflanzung“ bedeutet; es kommt in der Tora einmal vor, in der Form „shadmot“ (שַׁדְמוֹת) (Dtn 32,32 ). Das Suffix „-[n]i“ bildet Adjektive und Substantive der Zugehörigkeit, wie „angli“ für „englisch/Engländer“.
Seit Ende 1947 lebte er unter dem Namen André Chademony in Frankreich. „Chademony“ ist offenbar die französische Schreibweise von „Shadmoni“.
Feldmann studierte Germanistik, Anglistik und politische Wissenschaften in Paris.
1954–1958 und wieder 1960–1986 unterrichtete er an verschiedenen Gymnasien in Frankreich, zuerst in der Provinz, dann in Paris.
1956 erhielt er als Aron Chademony die französische Staatsbürgerschaft.
1958–1960 lebte Arthur Feldmann als Stipendiat der Alexander-von-Humboldt-Stiftung in Heidelberg, um über Alfred Mombert zu arbeiten. Hier lernte er auch Sepp Gregor kennen; seither engagierte er sich in der Klingenden Brücke, insbesondere als Kenner und Interpret jiddischer Lieder.
Arthur Feldmann war seit 1951 verheiratet mit Rita Chademony (1925–1999), geb. Sonntag, Professorin für Germanistik und Linguistik an der Sorbonne; sie hatten zwei Töchter.
Eine große Leidenschaft von Arthur Feldmann war die klassische Musik. Er spielte mehrere Gamben, sowie mehrere Flöten und er sang im Ensemble Vocal Stéphane Caillat mit. Bis ins hohe Alter nahm er regelmäßig an nationalen und internationalen Musikwochen teil.
Seit Mitte der 1960er-Jahre goss Feldmann seine Tagebucheintragungen in die Form von Epigrammen und Aphorismen. Dabei war es ihm wichtig, diese nicht als isolierte Gedankensplitter zu sehen, sondern in gegenseitigem Zusammenhang, den er jeweils in Gliederung und Inhaltsverzeichnis seiner Veröffentlichungen zum Ausdruck brachte; so wandelte er auch manchen seiner Aphorismen ab, um ihn – anders formuliert – in einen neuen Zusammenhang zu stellen. Obwohl er seit seiner Emigration im Alltag Hebräisch, Englisch, schließlich überwiegend Französisch sprach, veröffentlichte er seine Texte unter dem Namen und in der Sprache seiner Jugend, die ihm die Nationalsozialisten in Wien genommen hatten; in dieser Hinsicht ist er einer der letzten Vertreter der jüdisch-deutschen Exilliteratur.
Seine Texte ließ er in regelmäßigen Lesungen und Podiums-Gesprächen lebendig werden, u. a. in München, Wien, Ulm, Regensburg und Mannheim, zuletzt am 18. Mai 2011 in Freiburg.
Arthur Feldmann ist als Aron Chademony auf dem Cimetière parisien de Bagneux begraben (Lage: Division 64, 13. Reihe, 23. Grab).

## Werke

### Veröffentlichungen
- „Kurznachrichten aus der Mördergrube oder Die große Modeschau der nackten Könige“, 1993, edition scaneg, ISBN 3-89235-511-8
- „Drachenbändigung oder Zwischen Sinn und Wahnsinn – Satiren“, 1997, Tatjana-Lehmann-Verlag, ISBN 3-9804897-2-8
- „Fragmente : Wiederherstellungsversuch“, Privatdruck, Augsburg 1998
- „Spiegelungen : Nachdenkliche Betrachtungen eines Herbstblattes über das bunte Treiben der Welt“, 2004, Tatjana-Lehmann-Verlag, ISBN 3-9804897-4-4
- „Siamesische Zwillinge“, 2009, Tatjana-Lehmann-Verlag
- Beiträge in:
  - Neue Rundschau, Heft 2/1982, S. 134, S. Fischer, ISSN 0028-3347
  - Alexander Eilers, Tobias Grüterich (Hrsg.): „Neue deutsche Aphorismen“, 2. Aufl. (2013), Edition AZUR, ISBN 978-3-942375-12-2

### Nachlass
Feldmanns Nachlass umfasst Manuskripte seiner Aphorismen in unterschiedlichen Bearbeitungsphasen,
Notiz- und Arbeitshefte (ab 1958),
sowie die Korrespondenz mit Verlagen, Professoren der Sorbonne und Schriftstellerkollegen
(unter anderem Briefe von Elias Canetti, Hilde Domin, Luise Rinser und Michael Ende).
Der Nachlass befindet sich in der Österreichischen Exilbibliothek im Literaturhaus Wien.